# Bror Engdahl
Bror August Engdahl, född 22 juni 1862 i Jönköping, död 30 mars 1936 i Jönköping, var en svensk grosshandlare. Han var fosterfar till sångaren och författaren Karin Juel.
Bror Engdahl var son till polisöverkonstapel Erik Lorentz Engdahl och Anna Jönsdotter. Han var anställd vid Jönköpings juridiska byrå 1877–1878, i minuthandel 1879–1880 samt i partihandel och bruk 1881–1883. År 1883 startade han egen affär (ett bosättningsmagasin). Han var ledamot av styrelse och arbetsutskott i Sveriges Köpmannaförbund och Småland och Blekinge handelskammare samt ordförande i styrelsen för Jönköpingsbygdens sparbank. Han anordnade i Jönköping den första De gamlas dag i Sverige 1907. Engdahl var också ordförande i styrelsen för Jönköpings borgarhem.
Han var gift två gånger, första gången 1887 med läraren Edla Petersson (1860–1931), dotter till hovrättskommissarien Carl Petersson och Hilda Wiganth. Paret fick inga egna barn men tog en fosterdotter Karin Karlsson från Stockholm, senare känd som Karin Juel (1900–1976). Engdahl gifte sig andra gången 1935 med Kerstin Söderberg (1889–1975).